# Billy Hughes
William Morris "Billy" Hughes (25 de septiembre de 1862-28 de octubre de 1952) fue un político australiano, séptimo Primer ministro de Australia desde 1915 hasta 1923.
En el curso de su trayectoria parlamentaria federal de cincuenta y un años (además de sus siete años anteriores en un parlamento colonial), Hughes cambió de partido en cinco ocasiones: pasó por el Partido Laborista Australiano (1901-1916), el Partido Laborista Nacional (1916-17), el Partido Nacionalista de Australia (1917-30), el Partido Australiano (1930-31), el Partido Australia Unida (1931-44) y el Partido Liberal de Australia (1944–52). Fue expulsado de tres partidos y representó a cuatro circunscripciones diferentes en dos estados.
Si bien había llegado al cargo de Primer ministro como líder del Partido Laborista, su defensa del alistamiento lo llevó, junto con otros veinticuatro correligionarios, a formar el Partido Laborista Nacional. Este se uniría al Commonwealth Liberal Party para formar el Partido Nacionalista. Su etapa como Primer ministro llegó a su fin cuando los nacionalistas se vieron forzados a formar una coalición con el Partido Australiano, que rechazó unirse bajo el liderazgo de Hughes. Fue el primer ministro más duradero en el cargo hasta esa fecha y el quinto en la historia del país. Posteriormente lideraría a Australia Unida en las elecciones de 1943, aunque Arthur Fadden era el líder de la coalición.
Murió en 1952 a la edad de 90 años, sirviendo aún en el Parlamento. Es el parlamentario australiano que ha estado más tiempo en su cargo y una de las figuras más controvertidas de la historia política australiana.

## Primeros años

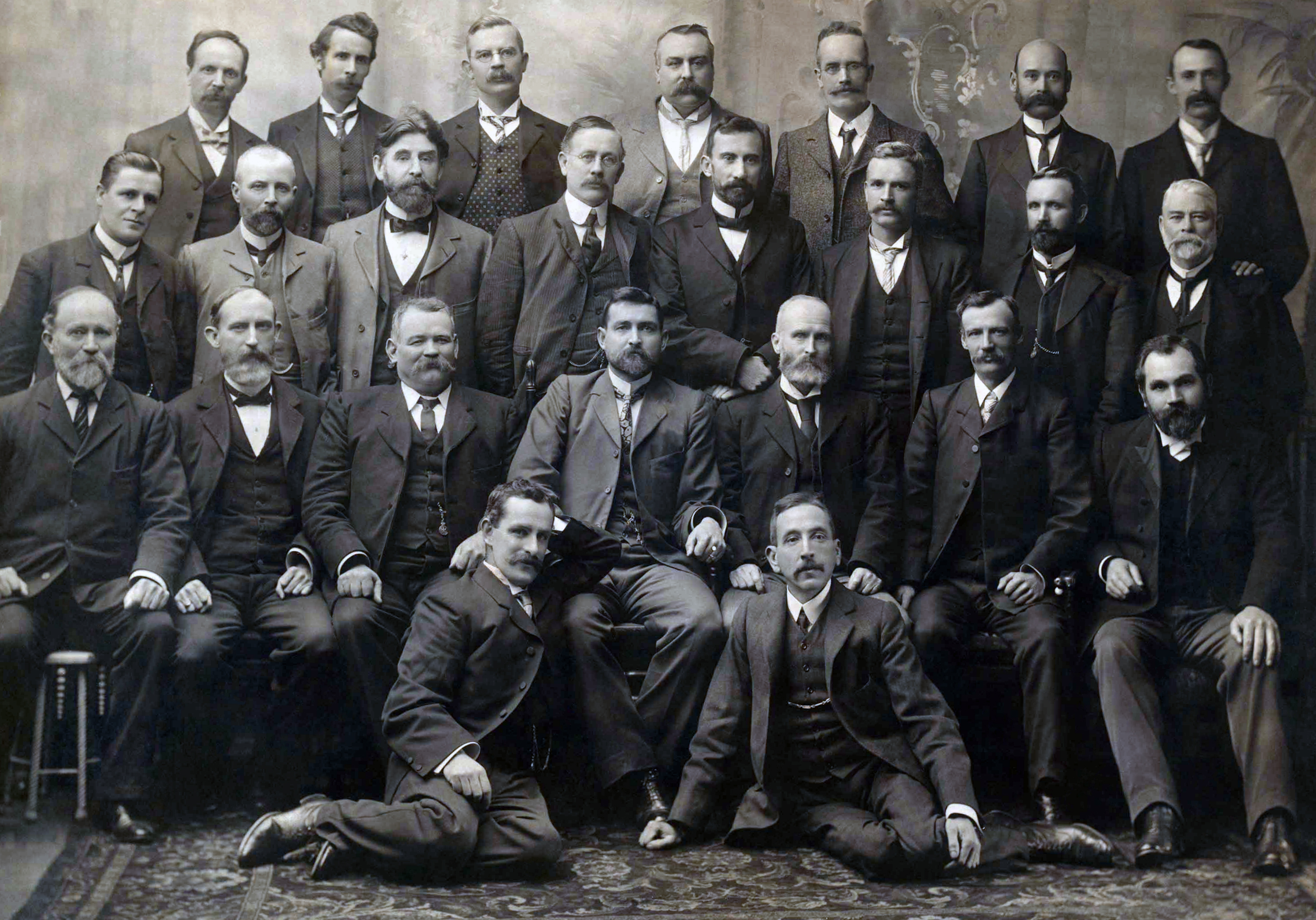
Fotografía de todos los Parlamentarios Federales electos del Partido Laborista en las elecciones australianas inaugurales de 1901, entre ellos Chris Watson, Andrew Fisher, Hughes, y Frank Tudor.

William Morris Hughes nació en Pimlico (Londres) el 25 de septiembre de 1862, de padres galeses. Su padre, William Hughes, era hablante de galés y, de acuerdo al censo de 1881, nacido en Holyhead, Anglesey, norte de Gales sobre 1825. Era diácono de la Iglesia Baptista Particular y de oficio carpintero en la Cámara de los Lores. Su madre era la hija de un granjero de Llansantffraid, Montgomeryshire y había estado sirviendo en Londres. Jane Morris tenía treinta y siete años cuando se casó y William Morris Hughes fue su único hijo. Después de la muerte de su madre cuando tenía siete años, William Hughes vivió con la hermana de su padre en Llandudno, Gales, pasando tiempo también con los familiares de su madre en Montgomeryshire, donde hablaba galés. Una placa en una residencia en Abbey Road Llandudno da testimonio de su estancia allí. A la edad de catorce años volvió a Londres y trabajó como aprendiz de profesor. En 1881, a los diecinueve, William fue a vivir con su padre y la hermana mayor de este, Mary Hughes al número 78 de Vauxhall Bridge Road, Londres.
En octubre de 1884, a los veintidós, emigró a Australia y trabajó como peón, operario forestal y cocinero. Llegó a Sídney en 1886 y vivió en una pensión en Moore Park. Contrajo matrimonio con la hija de su casera, Elizabeth Cutts. En 1890 se mudaron a Balmain, en Sídney, donde trabajó al principio en la farmacia de Lewy Pattinson antes de abrir una tienda, en la que vendía panfletos políticos, realizada trabajos poco comunes y reparaba paragüas. Se unió a la Liga Socialista en 1892 y trabajó para la Single Tax League de Balmain y el Australian Workers Union; además, pudo haberse unido ya al recién formado Partido Laborista.

## Inicios en la política
En 1894, Hughes pasó ocho meses en el centro de Nueva Gales del Sur organizando para el Amalgamated Shearers' Union y ganó el escaño de representante en la Asamblea Legislativa por el distrito de Sídney-Lang por 105 votos. En el Parlamento pasó a ser secretario del Wharf Labourer's Union. Durante este periodo Hughes estudió Derecho y fue admitido como abogado en 1903. Al contrario que la mayoría de los laboristas, era un firme partidario de la Federación.
En 1901 fue elegido para formar parte del primer Parlamento federal como parlamentario del Partido Laborista por la circunscripción de Sídney Oeste. Se opuso a las propuestas del gobierno de Edmund Barton de un ejército profesional, abogando, en cambio, por un entrenamiento universal obligatorio. En 1903, recibió la cualificación (el Call to the Bar) para ejercer como abogado, después de varios años de estudio a tiempo parcial. Su esposa falleció en 1906 y su hija mayor, de diecisiete años, se encargó de criar a sus otros cinco hijos en Sídney. En 1911, Hughesn contrajo matrimonio con Mary Campbell.
Fue Ministro de Asuntos Exteriores en el primer gobierno de Chris Watson y Ministro de Justicia en los tres gobiernos de Andrew Fisher (entre 1908-09, 1910-13 y 1914-15), todos laboristas.